# Leguán nosorohý
Leguán nosorohý (Cyclura cornuta) je ohrožený druh plaza.

## Výskyt
Vyskytuje se především na karibském ostrově Hispaniola, ve státech Haiti a Dominikánská republika.

## Popis
Dosahuje délky až 120 cm, většina dospělých váží od 4,56 kilogramu do 9 kilogramů. Dožívá se 30–50 let. Barva pokožky se pohybuje od ocelově šedé až k tmavě zelené a dokonce hnědé.

## Potrava
Živí se listy, květy, plody (i kaktusů), příležitostně žere i živočišnou potravu např. housenky a kukly lišajů.

## Způsob života
Žije na kamenitém pobřeží i ve vnitrozemí. Přežívá posledních několik tisíc jedinců.

## Rozmnožování
Samice klade do vyhrabané nory 5–19 vajec, inkubace trvá 70–80 dnů při teplotě 30–31 °C. Na rozdíl od ostatních členů rodu Cyclura dosahuje samec leguána sexuální zralosti ve věku od čtyř do pěti let. Samice se stanou pohlavně zralé ve věku od dvou do tří let. Tento druh, stejně jako ostatní druhy rodu Cyclura, je pohlavně dimorfní, samci jsou větší než samice a mají výraznější hřbetní hřebeny a „rohy“. Samci leguánů jsou teritoriální a nejagresivnější z nich bude mít největší rozsah území. Párování se koná na začátku nebo těsně před první deštivou sezonou roku (květen až červen) a trvá dva až tři týdny.

## Chov zoo v Česku
Je chován pouze v ZOO Brno a ZOO Ústí nad Labem.

## Zajímavosti
Samice si hlídají hnízda několik dní poté, co nakladly svá vejce, a inkubace trvá přibližně 85 dní. Bylo zjištěno, že jejich vejce patří mezi největší vejce leguánů na světě.